# جانتي هيلز
جانتي هيلز رمزها «JH» (بالإنجليزية: Jaintia  Hills)‏ ، هو تقسيم إداري لدولة الهند تتبع ولاية ميغالايا (بالإنجليزية: Meghalaya)‏ ، مركزها هو مدينة جاواي (بالإنجليزية: Jowai)‏ عدد سكانها حسب تعداد سنة 2001 هو 295,692 ، مساحتها 3,819 كم² وكثافة السكان 77 لكل كم² .